# Praemallaspis argodi
Praemallaspis argodi là một loài bọ cánh cứng trong họ Cerambycidae.